# Charon ambreae
Espèce
Charon ambreae est une espèce d'amblypyges de la famille des Charontidae.

## Distribution
Cette espèce est endémique de Lanyu à Taïwan.

## Description
La carapace du mâle holotype mesure 8,8 mm de long sur 11,9 mm et la carapace de la femelle paratype 8,8 mm de long sur 11,3 mm.

## Étymologie
Cette espèce est nommée en l'honneur d'Ambre Réveillion, la fille de Florian Réveillion.

## Publication originale
- Réveillion & Maquart, 2018 : A new species of Charon (Amblypygi: Charontidae) from Orchid Island (Taiwan). Revista Iberica de Aracnologia, vol. 32, no 1, p. 31-36.